# Новгородский автобус
Новгородский автобус — автобусная система в Великом Новгороде.

## История

### Акционерное общество «Автобусный парк»
Начало созданию отдельного пассажирского предприятия положено 29 ноября 1955 года, когда после разделения автотранспортной конторы было выделено 36 автобусов, 37 легковых и 15 грузовых такси. На этой основе было создано пассажирское хозяйство, разметившее во вновь выстроенном гараже, который был рассчитан на 50 грузовых автомобилей.
За 10 лет пассажирское хозяйство увеличилось с 36 малогабаритных автобусов до 143 единиц типа ЛАЗ и ИКАРУС-55, из которого в 1966 году в отдельное хозяйство выделен таксопарк. В первом из предприятий Министерства автомобильного транспорта РСФСР в 1966 году введена бескондукторная система сбора оплаты за проезд, а с 1 октября 1973 года, опять в первом из предприятий Министерства, внедрили бескассовый метод сбора оплаты проезда. Для усиления контроля за работой автобусов на линии в 1972 году организована центральная диспетчерская служба.
1 октября 1982 года из состава Автоколонны 1406 было выделено пассажирское автотранспортное предприятие № 2 (ПАТ-2).
К 1991 году в городе было более 20 внутренних маршрутов общей протяжённостью более 170 км, они обслуживали в среднем 80 млн пассажиров в год.
С марта 1995 года для улучшения сбора доходов на предприятии вновь вводится работа кондукторов пассажирского автотранспорта.
В ходе реализации проекта «Городской пассажирский транспорт» в 1996 году за счет средств кредита МБРР были получены новые автобусы турецкой сборки Mercedes-Benz Türk O345 (короткие) и O345G («гармошки») общим количеством 80 единиц. Также проведён капитальный ремонт 29 автобусов. В 1997 году установлено новое оборудование, полученное за счет средств кредита МБРР, и заменен станочный парк, не обновлявшийся более двадцати лет.
С марта 1999 года начала работать новая столовая. Во втором квартале того же года принята в эксплуатацию пристройка к административному корпусу МУП ПАТ-2 — второй этаж над столовой.
С 2001 года в ремонтных мастерских предприятия организован капитальный ремонт кузовов автобусов. Ежегодно капитальный ремонт кузова производится более 15 единицам подвижного состава.
В феврале 2003 года введен в эксплуатацию учебный центр по подготовке водителей и слесарей для ремонта и обслуживания автобусного парка площадью 186,9 м².
В 2004 году построена площадка для стоянки автобусов, расположенная рядом с троллейбусным депо.
В 2012 году путём реорганизации троллейбусное депо отделилось от МУП ПАТ-2 в самостоятельную организацию. С июля 2014 года Троллейбусное Депо снова вошло в состав ОАО «Автобусный парк».
В настоящее время АО «Автобусный парк» имеет в своем составе две автобусные колонны, которые располагают 120 автобусами марок ЛиАЗ, МАЗ, ПАЗ, Yutong. АО «Автобусный парк» обслуживает 21 автобусный и 3 троллейбусных маршрута. Ежедневно на линию выпускается 107 автобусов.
В октябре 2016 года произошёл большой скандал: «Питеравто» отозвало у АО «Автобусный парк» 73 автобуса ЛиАЗ-6212.70 по причине неуплаты аренды.
За период 2019—2023 предприятие приобрело 65 новых автобусов марки ЛиАЗ-5292 (гаражные номера 801—865).

## Подвижной состав
Общегородской парк общественного транспорта насчитывает 350 автобусов. Основу подвижного состава городских маршрутов составляют газовые автобусы большой вместимости ЛиАЗ-5292.67 (около 100 машин). Ранее основными моделями автобусов были газовые ЛиАЗ-6212.70 и ЛиАЗ-5256.57, основной перевозчик города — АО «Автобусный парк» — арендовало эти автобусы у петербургской транспортной компании «Питеравто» в 2012—2018 годах, когда были массово списаны автобусы Ikarus 260, Ikarus 280 и Mercedes-Benz O405G, составлявшие до этого большинство городских автобусов.
В 2013—2014 годах у «Автобусного парка» и ООО «Автопрокат» появилось несколько автобусов средней вместимости китайского производства Yutong ZK6852HG, которые, помимо Великого Новгорода, также эксплуатируются в качестве городских автобусов в Тюмени, Томске, Омске и Удмуртии. В 2016 году «Автобусный парк» приобрёл партию из ещё 12 таких автобусов на газомоторном топливе на замену отработавшим свой срок автобусам ПАЗ-32054 для работы на маршрутах с небольшим пассажиропотоком. Приобретение данных автобусов вызвало критику со стороны новгородских общественников из-за наличия у них ступенек на входе и как следствие недоступности для инвалидов-колясочников и затруднённой доступности для других маломобильных групп населения.
В том же 2016 году транспортное предприятие «АТП-3» выпустило на линию два новых сочленённых низкопольных автобуса особо большой вместимости ЛиАЗ-6213, которые работают в основном на маршруте № 11. Автобусы были приобретены у ярославского автобусного дилера «ЯрКамп». Такие же автобусы были приобретены и другими перевозчиками: АО «Автобусный парк» (5 автобусов) и ООО «Городское ПАТП» (5 автобусов).
В октябре 2016 года произошёл большой скандал: «Питеравто» отозвало у АО «Автобусный парк» 73 автобуса ЛиАЗ-6212.70 по причине неуплаты аренды. В результате в городе произошёл транспортный коллапс, жители вынуждены были ездить в оставшихся автобусах большой и средней вместимости (в том числе ПАЗ-3205, которые до этого использовались только на малонаполняемых или пригородных маршрутах), что приводило к давкам в салоне. Впоследствии часть отозванных автобусов была возвращена городу, что позволило стабилизировать ситуацию с перевозками.
В январе 2018 года на маршруты «Автобусного парка» вышли 49 автобусов, безвозмездно переданных правительством Москвы: 23 трёхосных низкопольных автобуса МАЗ-107 и 26 трёхосных низкопольных автобусов Волжанин-6270.06 «СитиРитм-15».
В декабре 2018 года в ООО «Городское ПАТП» пришла первая партия из 8 автобусов ЛиАЗ-5292.67, в октябре 2019 года — ещё 6 таких же автобусов. Достоинства новых автобусов — низкий пол на входе во все двери, тёплый хорошо отапливаемый салон, использование газомоторного топлива и большое количество сидячих мест (30).
В декабре 2019 года 28 автобусов ЛиАЗ-5292.67 поступили в АО «Автобусный парк».
В декабре 2021 года 24 рейсталинговых автобуса ЛиАЗ-5292.67 поступило в ООО «Городское ПАТП».
В мае 2022 года в АО «Автобусный парк» поступила партия тех же рестайлинговых автобусов ЛиАЗ-5292.67, что и в ООО «Городское ПАТП» полугодом ранее.

## Внутриобластной транспорт
Регулярно выполняются автобусные рейсы практически во все райцентры области: Боровичи (через Крестцы, Окуловку), Старая Русса (через Шимск), Валдай (через Крестцы), Сольцы (через Шимск) по 5—6 рейсов в день.

## Междугородный транспорт
Регулярно выполняются автобусные рейсы в Санкт-Петербург, Лугу, Псков, Тверь. До 2012 года ходил рейс № 929 на Москву, но был отменен из-за нерентабельности.

## Международный транспорт
Автобус № 8199 маршрута В. Новгород — Псков — Рига ходит каждую среду и субботу в 18:20 часов.
Также через Великий Новгород три раза в неделю следует международный автобус компании «Ecolines» Санкт-Петербург (Витебский вокзал) — Мариямполе (Литва). Данный маршрут соединяет Великий Новгород с городами Псков, Остров, Резекне, Даугавпилс, Вильнюс, Каунас.
С 17 марта 2020 года указанные международные маршруты отменены в связи с запретом на международные пассажирские перевозки через границу Латвийской Республики с целью ограничения распространения распространение вируса COVID-19, а с февраля 2022 года в связи с закрытием границ и вовсе отменены на неопределенный срок.